# برباجيا
برباجيا أو برباجية (باللغة السردينية: برباجيا أو بربازا) هي منطقة جغرافية وثقافية في سردينيا الداخلية. كما إنها أيضًا منطقة طبيعية موجودة معظمها في مقاطعة نوورو وتقع بجانب كتلة جينارجينتو.

## التسمية
اتخذت المنطقة اسمها من شيشرون، الذي وصفها بأنها أرض البرابرة (برباريا ، Βαρβαρία في اليونانية القديمة). وقد اشتقت هذه الكلمة من الكلمة اليونانية Βάρβαρος ، والتي تعني «التلعثم». عرف الرومان القدماء هذه المنطقة من سردينيا بالمصطلح التحقيري «لاترونس ماستروكاتي» ، والذي يعني «لصوص يرتدون ملابس من الصوف الخشن»؛ لم تكن السيطرة الرومانية على هذا الجزء من سردينيا أكثر من مجرد سيطرة رمزية.

## نبذة
في عام 594، كتب البابا غريغوري الكبير رسالة إلى هوسبيتو، وهو مسيحي يسميه «زعيم البرابرة» (دوكس بارباريسينوروم). يبدو أن هوسبيتو سمح بالتبشير المسيحي في برباجيا الوثنية.
تنقسم المنطقة عادة إلى خمسة برباجيات: برباجيا من أولولايى، وبرباجيا من سيلو، وبرباجيا من بيلفي، ومندروليزيا، وأخيرا برباجيا تريجونيا، وهو الاسم التاريخي الذي كان يستخدم للإشارة إلى منطقة أولياسترا في إحدى الفترات. تم تسمية المنطقتين الأخيرتين على اسم منطقة فرعية، والآخرون تسموا علي اسم القرى الرئيسية التي ينتمون إليها.
تمتلئ المنطقة بالتلال والجبال الصلبة، وهناك تواجد قليل للبشر. تعتبر برباجيا واحدة من أقل المناطق اكتظاظًا بالسكان في أوروبا، وقد سمح ذلك لبرباجيا بالحفاظ على كنوزها الثقافية والطبيعية. برباجيا هي واحدة من المناطق القليلة قي سردينيا التي تستخدم فيها لغة سردينيا بلهجاتها الخاصة الأصلية، سواء النوروز وكامبيدانيس، حيث لا تزال هي اللغة المستخدمة في المحادثات اليومية، في حين أن بقية الجزيرة شهدت بالفعل التحول إلى الإيطالية.
تعد جافوي واحدة من أهم القرى. اشتهرت اورجوزولو بقطاع الطرق والخاطفين والجداريات النموذجية. تشتهر أوليانا بنبيذها (خاصة نبيذ نبتي، وهو نبيذ مصنوع من عنب الكانونينو). إحدى المدن الأخرى المعروفة هي فوني، أعلى مدينة ارتفاعاً في سردينيا على ارتفاع يزيد عن 1000 متر فوق مستوى سطح البحر. فونى هي أيضًا البوابة إلى منطقة جينارجنتو الجبلية.
يتكون الاقتصاد من النشاط الزراعة وتربية الأغنام والأعمال التجارية المرتبطة بالفنون والتقاليد والسياحة والصناعات الخفيفة.